# Щербаков, Прохор Васильевич
Про́хор Васи́льевич Щербако́в (27 июля 1914, Туршемучаш, Вятская губерния — 19 мая 1971, Йошкар-Ола) — советский хозяйственный, государственный и политический деятель.

## Биография
Родился в 1914 году в деревне Туршемучаш. Член ВКП(б) с 1937 года.
В 1937 году окончил Марийскую коммунистическую сельскохозяйственную школу. С 1937 года — на хозяйственной, общественной и политической работе. В 1937—1971 годах  — завотделом редакции газеты «Рвезе коммунист» (1937—1938), секретарь Моркинского райкома ВЛКСМ (1938—1939), 2-й секретарь Моркинского райкома ВКП(б) (1939—1940), 1-й секретарь Марийского обкома ВЛКСМ (1940—1942), 2-й секретарь Куженерского (1942—1943), Оршанского райкомов ВКП(б) (1943—1944), председатель Оршанского (1944—1945 и Пектубаевского райисполкомов (1945—1948), председатель Президиума Верховного Совета Марийской АССР (1951—1959).
Избирался депутатом Верховного Совета РСФСР 3-го и 4-го созывов. Депутат Верховного Совета Марийской АССР 3-х созывов (1947—1959), заместитель Председателя Верховного Совета МАССР (1947—1949).
Умер в 1971 году в Йошкар-Оле, похоронен на Туруновском кладбище.

## Семья
Правнучка по мужской линии — олимпийская чемпионка, чемпионка мира по фигурному катанию Анна Щербакова.

## Награды
- Орден Красной Звезды (1946)
- Орден Трудового Красного Знамени (1951)
- Почётная грамота Президиума Верховного Совета Марийской АССР (1946, 1970)